# 上段村
上段村（うわだんむら）は、かつて富山県中新川郡にあった村。

## 概要
村の広さは南北9㎞、東西1.5kmと細長いのが特徴であった。米や麦作のほか、産物として繭および薬品製造が行われた。

## 沿革
- 1889年（明治22年）4月1日 - 町村制の施行により、上新川郡福田村、日中村、柴山村、野沢新村、日中上野村、上中村、下白岩村、石坂村、末上野村、長屋村、高原上白岩村、上小林村、新瀬戸村、上宮村、瀬戸新村、上末村、池田村、上瀬戸村、下瀬戸村、芦見村、下沢村及び中林新村の区域をもって、上新川郡上段村が発足する。当時の戸数は511戸、人口2,664人[1]。村役場は当初土肥豊亮宅に置かれたが、同年9月に日中上野村三俵山の新木理八宅、次いで須山五郎宅に移転した[2]。
- 1890年（明治23年）12月 - 福田二番割に役場を建築（それまでは民家を借用していた）[2]。
- 1896年（明治29年）3月29日 - 郡制の施行のため、上新川郡の区域から分立して、中新川郡が発足により、中新川郡に所属となる。
- 1922年（大正11年）1月1日 - 中新川郡釜ヶ淵村の区域の一部を編入する。
- 1935年（昭和10年） - この時点での人口は2,383人[1]。
- 1954年（昭和29年）1月10日 - 中新川郡雄山町、上段村、釜ヶ淵村、立山村、東谷村及び利田村が合併して、中新川郡立山町が発足する。

## 歴代村長
出典→
1. 稲垣兼次郎（1889年7月16日 - 1897年7月14日）
2. 小池義範（1897年7月15日 - 1901年7月14日）
3. 小池義範（1901年7月15日 - 1905年7月14日）
4. 小池義範（1895年7月15日 - 1907年10月1日）
5. 幾島章生（1907年10月14日 - 1911年10月13日）
6. 幾島章生（1911年10月18日 -1915年10月17日）
7. 小池義範（1915年10月25日 - 1919年10月24日）
8. 小池義範（1919年10月25日 - 1923年10月24日）
9. 小池義範（1923年10月25日 - 1927年9月24日）
10. 寺林耕多（1928年6月23日 - 1929年4月30日）
11. 船見本右衛門（1929年5月1日 - 1933年4月30日）
12. 船見本右衛門（1933年5月1日 - 1936年1月31日）
13. 小池兼太郎（1937年2月2日 - 1941年2月1日）
14. 小池兼太郎（1941年2月2日 - 1945年2月1日）
15. 小池兼太郎（1945年2月2日 - 1946年6月13日）
16. 松岡宗次（1946年6月26日 - 1946年11月22日）
17. 西田作平（1947年4月6日 - 1951年4月4日）
18. 釈永庄次郎（1951年4月27日 - 1954年1月10日）